# Trehörningssjön (Kvillinge socken, Östergötland, 650876-152601)
Trehörningssjön är en sjö i Norrköpings kommun i Östergötland och ingår i Kilaån-Motala ströms kustområde.